# Lista de vereadores de Salvador da 13.ª legislatura
Esta é a lista de vereadores de Salvador, eleitos nas eleições de 3 de outubro de 1996, que ocuparam a Câmara Municipal de Salvador no mandato de 1 de janeiro de 1997 a 31 de dezembro de 2000.
|    | Nome                                                                         | Partido                                            | Votos  | %    | Observações |
| -- | ---------------------------------------------------------------------------- | -------------------------------------------------- | ------ | ---- | ----------- |
| 1  | Rosa Christina Rodrigues Medrado (Salvador, 17.08.1957–)                     | Partido Progressista Brasileiro (PPB)              | 10.609 | 1,36 | 1º mandato  |
| 2  | Alfredo Macedo Mangueira (Salvador, 20.12.1948–)                             | Partido Progressista Brasileiro (PPB)              | 10.031 | 1,29 | 1º mandato  |
| 3  | Maurício Gonçalves Trindade (Salvador, 10.09.1962–)                          | Partido Progressista Brasileiro (PPB)              | 8.377  | 1,07 | 1º mandato  |
| 4  | Geraldo Alves Ferreira (Salvador, 04.08.1937–)                               | Partido da Social Democracia Brasileira (PSDB)     | 7.821  | 1,00 | 1º mandato  |
| 5  | Alexandre Bittencourt Madureira                                              | Partido da Frente Liberal (PFL)                    | 7.567  | 0,97 | 1º mandato  |
| 6  | Gilberto José dos Santos Filho (1997-2000) (Cachoeira, 17.04.1948–)          | Partido Trabalhista Brasileiro (PTB)               | 7.276  | 0,93 | 1º mandato  |
| 7  | João Carlos Bacelar Batista (Esplanada, 09.07.1957–)                         | Partido do Movimento Democrático Brasileiro (PMDB) | 7.245  | 0,93 | 1º mandato  |
| 8  | Cristóvão Ferreira Júnior (Salvador, 23.02.1958–)                            | Partido Liberal (PL)                               | 7.200  | 0,92 | 1º mandato  |
| 9  | Fernando Antonio Duarte de Souza (Penedo, 26.04.1964–)                       | Partido da Frente Liberal (PFL)                    | 6.949  | 0,89 | 1º mandato  |
| 10 | Pedro Souza dos Santos (Feira de Santana, 29.06.1945–)                       | Partido da Social Democracia Brasileira (PSDB)     | 6.852  | 0,88 | 1º mandato  |
| 11 | Agenor Gordilho Neto (Salvador, 23.04.1951–)                                 | Partido Liberal (PL)                               | 6.740  | 0,86 | 1º mandato  |
| 12 | Francisco Javier Ulpiano Alfaya Rodriguez (Redondela - Espanha, 31.07.1956–) | Partido Comunista do Brasil (PCdoB)                | 6.694  | 0,86 | 1º mandato  |
| 13 | Daniel Gomes de Almeida                                                      | Partido Comunista do Brasil (PCdoB)                | 6.609  | 0,85 | 1º mandato  |
| 14 | Walter de Freitas Pinheiro (Salvador, 25.05.1959–)                           | Partido dos Trabalhadores (PT)                     | 6.574  | 0,84 | 1º mandato  |
| 15 | Alcindo da Anunciação (Salvador, 25.04.1947–)                                | Partido Progressista Brasileiro (PPB)              | 6.488  | 0,83 | 1º mandato  |
| 16 | Carlos Alberto Gaban (Mococa, 07.08.1959–)                                   | Partido da Frente Liberal (PFL)                    | 6.337  | 0,81 | 1º mandato  |
| 17 | Pedro Luiz da Silva Godinho (Salvador, 28.06.1947–)                          | Partido da Frente Liberal (PFL)                    | 6.172  | 0,79 | 1º mandato  |
| 18 | José Eduardo Vieira Zezéu Ribeiro                                            | Partido dos Trabalhadores (PT)                     | 6.089  | 0,78 | 1º mandato  |
| 19 | Miguel Kertzman (Salvador, 02.02.1948–)                                      | Partido da Social Democracia Brasileira (PSDB)     | 5.933  | 0,76 | 1º mandato  |
| 20 | Domingos Antonio Martins Bonifácio (??, 16.02.1940–)                         | Partido Progressista Brasileiro (PPB)              | 5.563  | 0,71 | 1º mandato  |
| 21 | Antonio Cerqueira Lima (Feira de Santana, 18.02.1940–)                       | Partido Trabalhista Brasileiro (PTB)               | 5.545  | 0,71 | 1º mandato  |
| 22 | Osório Cardoso Vilas Boas                                                    | Partido Liberal (PL)                               | 5.054  | 0,65 | 1º mandato  |
| 23 | Emmerson José da Silva (Belo Horizonte, 03.05.1965–)                         | Partido da Frente Liberal (PFL)                    | 5.012  | 0,64 | 1º mandato  |
| 24 | Josenel Silva Barreto (Feira de Santana, 17.04.1961–)                        | Partido Liberal (PL)                               | 4.859  | 0,62 | 1º mandato  |
| 25 | Eliel Lima Santana (Estância, 30.01.1956–)                                   | Partido do Movimento Democrático Brasileiro (PMDB) | 4.789  | 0,61 | 1º mandato  |
| 26 | Valdenor Moreira Cardoso (Salvador, 08.01.1952–)                             | Partido da Social Democracia Brasileira (PSDB)     | 4.688  | 0,60 | 1º mandato  |
| 27 | Silvoney Salles de Almeida (Salvador, 06.06.1949–)                           | Partido do Movimento Democrático Brasileiro (PMDB) | 4.608  | 0,59 | 1º mandato  |
| 28 | Odiosvaldo Bonfim Vigas (Salvador, 08.06.1951–)                              | Partido Democrático Trabalhista (PDT)              | 4.585  | 0,59 | 1º mandato  |
| 29 | Luiz Carlos Bassuma (Curitiba, 08.08.1956–)                                  | Partido dos Trabalhadores (PT)                     | 4.550  | 0,58 | 1º mandato  |
| 30 | Dionísio Juvenal dos Santos (Nazaré, 08.04.1946–)                            | Partido da Frente Liberal (PFL)                    | 4.468  | 0,57 | 1º mandato  |
| 31 | José Pires Castello Branco (Salvador, 03.11.1928–)                           | Partido Trabalhista Brasileiro (PTB)               | 4.013  | 0,51 | 1º mandato  |
| 32 | Davi César Ornelas (Salvador, 05.10.1960–)                                   | Partido Democrático Trabalhista (PDT)              | 3.171  | 0,41 | 1º mandato  |
| 33 | Jorge Eduardo de Schoucair Jambeiro (Salvador, 19.02.1947–)                  | Partido Democrático Trabalhista (PDT)              | 3.150  | 0,40 | 1º mandato  |
| 34 | Carlos Henrique Ramos Silva (Salvador, 15.07.1949–)                          | Partido Social Cristão (PSC)                       | 2.976  | 0,38 | 1º mandato  |
| 35 | Antonio Tadeu Nascimento Fernandes (Salvador, 21.05.1961–)                   | Partido Social Democrático (PSD)                   | 2.826  | 0,36 | 1º mandato  |

## Legenda
| Cor  | Significado          |
| Bege | Presidente da Câmara |
| Azul | Suplente             |